# Cantó de Niça-8
El cantó de Niça-8 és un cantó francès del departament dels Alps Marítims, situat al districte de Niça. Compta amb part del municipi de Niça.

## Municipis
- Niça (barris de Li Baumetas, Gròsso i Sant Felip)

## Història
| Data d'elecció                           | Identitat              | Partit           | Qualitat |
| ---------------------------------------- | ---------------------- | ---------------- | -------- |
| 1961-1979                                | Fernand Icart          | UDF              |          |
| 1979-1985                                | Jacques Dumas-Lairolle | UDF              |          |
| 1985-1994                                | Christian Estrosi      | RPR              |          |
| 1994-                                    | Olivier Bettati        | RPR, després UMP |          |
| les dades anteriors no són pas conegudes |                        |                  |          |
|                                          |                        |                  |          |

| 1962 | 1968 | 1975 | 1982 | 1990 | 1999   | 2007   |
| ---- | ---- | ---- | ---- | ---- | ------ | ------ |
| -    | -    | -    | -    | -    | 21.337 | 22.354 |